# Otočić Mala Palagruža
Otočić Mala Palagruža är en ö i Kroatien.   Den ligger i länet Dubrovnik-Neretvas län, i den södra delen av landet, 400 km söder om huvudstaden Zagreb.